# Сухумский физико-технический институт
Сухумский физико-технический институт — научно-исследовательское учреждение, организованное в соответствии с Постановлением Совета Министров СССР от 1 июля 1950 года и приказом по Главному управлению Совета Министров СССР от 13 июля 1950 года на базе двух самостоятельных научно-технических объектов в городе Сухуми.

## История создания
Сразу после окончания Второй мировой войны в СССР были доставлены сотни немецких ученых, трудившихся в Третьем рейхе над урановым проектом. Всего, по некоторым данным, в СССР к реализации атомного проекта были привлечены 7 тысяч немецких специалистов, из которых около 300 человек работало в Сухуми, где в 1945 году согласно Постановлению Государственного Комитета обороны были созданы два секретных объекта. В распоряжение немецких физиков в 1945 году передали санатории «Синоп» и «Агудзеры», находившиеся в Абхазии. «Синоп» именовался в документах Объектом «А», возглавлял его барон Манфред фон Арденне, а «Агудзеры» именовался как объект «Г», его возглавлял лауреат Нобелевской премии по физике Густав Людвиг Герц. Так было положено начало Сухумскому физико-техническому институту, входившему тогда в систему сверхсекретных учреждений, работавших над проектом создания атомной бомбы в СССР.
После организационного объединения этих объектов им был дан номер почтового ящика п/я 0908. На двух площадках Синоп и Агудзеры работало около 200 немецких учёных и специалистов. Институт был строго засекречен. Обе площадки охранялись военными. Оба отдела «А» и «Г» управлялись из Синопа (г. Сухуми), где находился директор предприятия п/я 0908. В 1951 г. директором СФТИ был генерал Кочлавашвили, а в 1951—1954 гг. — В. В. Мигулин. Обе площадки были расположены на землях, которые до революции принадлежали костромскому помещику и лесопромышленнику Смицкому. На этих землях были высажены привезенные из-за границы редкие растения и был устроен дендропарк. В этом дендропарке находилась и государственная дача, где отдыхали государственные деятели СССР.
Из наиболее известных немецких ученых в Синопе, наряду с фон Арденне и Густавом Герцем, жили и работали Макс Фольмер, Макс Штеенбек, Петер Адольф Тиссен, Вернер Шютце, Николаус Риль и другие.
В первые годы институт занимался исследованием и разработкой методов разделения изотопов и созданием аппаратуры для измерения изотопных концентраций. В 1952 году значительная часть результатов проведенной работы была передана для окончательного завершения в другие институты и конструкторские бюро страны с последующим внедрением их в промышленность.

## Основные направления исследований
С 1950-х годов в институте активно развивались различные направления ядерной науки и техники, число сотрудников доходило до 6 тысяч. До 1989 года институт входил в структуру Министерства среднего машиностроения СССР, а с 1989 года до 1992 года — в состав Министерства атомной энергетики и промышленности СССР.
В 1953 году в СФТИ вступил в строй первый в Закавказье циклотрон, вывезенный в 1945 году из Берлина, с диаметром полюсов 84 см, позволявший ускорять дейтроны и протоны до энергий 10—20 МэВ, при интенсивности более 100 μА, предназначенный для исследования ядерных реакций и радиоактивных изотопов в широком диапазоне масс ядер. В эти же годы в институте был создан первый советский масс-спектрограф с большой светосилой и предельно малыми ошибками ионно-оптического изображения, что позволило значительно повысить точность измерения масс атомных ядер. Это явилось крупным научным достижением и способствовало дальнейшему развитию масс-спектрального анализа вещества.
В 1954—1956 годах в институте получили развитие исследования в области физики плазмы. В 1960-е годы в институте сформировалось интенсивное направление исследований физики плазмы в импульсных разрядах и методов создания коаксиальных ускорителей.
В 1960—1980-е годы основными направлениями деятельности института являлись: физика плазмы и управляемый термоядерный синтез; термоэлектрические преобразования; прикладная радиофизика, детектирование излучений, масс-спектрография .
СФТИ участвовал в передовых исследованиях в области ядерных технологий. В частности институт участвовал в создании запущенной в 1964 году первой в мире 500-ваттной термоэлектрической установки «Ромашка», способной напрямую преобразовать тепловую энергию ядерного распада в электрическую. Дальнейшим развитием этих работ явилось создание двухкаскадного космического термоэлектрогенератора с реакторным источником тепла — «БУК».
РАДИОФИЗИЧЕСКОЕ И РАДИОТЕХНИЧЕСКОЕ ПРИБОРОСТРОЕНИЕ
В 1955 году в CФТИ из Конструкторского бюро (КБ-1, п.я . Москва) была переведена группа немецких специалистов в области управляемого ракетного вооружения, которые до возвращения в Германию должны были заниматься в СФТИ не оборонной тематикой. На основе этой группы и группы советских специалистов в СФТИ было создано Особое конструкторское бюро (ОКБ), перед которым была поставлена задача по разработке аппаратуры и приборов для обеспечения тематических научных исследований института. После возвращения немецких специалистов в Германию ОКБ было преобразовано в отдел радиофизического и радиотехнического приборостроения.
Этим отделом были разработаны:
— диагностическая СВЧ-аппаратуры для измерения плотности плазмы в динамическом и статическом режимах, серия ВЧ-генераторов для зонной плавки и очистки полупроводниковых материалов, система электропитания масс-спектрографа для точного измерения масс;
— фор-инжектор ИЛУ с энергией электронов 1 МэВ и током 1 А для комплекса электронно-позитронных пучков Института ядерной физики СО АН СССР;
— ВЧ-генераторы большой импульсной мощности (до десятков МВт) с длительностью импульса в единицы миллисекунд, а также мощные импульсные модуляторы с частичным разрядом накопительной емкости и с трансформацией выходного импульса.
— несколько энергетических комплексов, состоящих из высоковольтных выпрямителей, емкостных накопителей, сильноточных импульсных коммутаторов и импульсных высоковольтных генераторов, а также систем управления этими комплексами;
— специализированные приборы для диагностики плазмы, такие как измерительный генератор прямоугольных импульсов (ИГПИ), измеритель импульсной проходящей мощности (ИИПМ), генератор пакетированных импульсов (ГПИ), система электропитания электронно-оптических преобразователей (СПЭОП), электронный восьмилучевой осциллограф, прибор для измерения импульсных магнитных полей на основе эффекта Холла (ПИИМП), усилитель промежуточной частоты для радиоспектрометра РС-08, и многое другое. Это дало возможность развернуть широким фронтом исследования в области физики плазмы;
— приборы для экспресс-контроля характеристик полупроводниковых материалов, аппаратурные комплексы для автоматизированного исследования полупроводниковых приборов и материалов, такие как электронограф на медленных электронах, радиоспектрограф для изучения размерного эффекта в твердых телах;
— статический преобразователь напряжения «СПН-У» с прецизионным электропитанием гироскопического курсоуказателя высокой точности для судов ВМФ СССР при плавании в высоких арктических широтах;
— блок БПН «Реут-2» (1972-.г.), первичным источником электроэнергии для которого служил радиоизотопный термоэлектрический генератор (РИТЭГ), также разработанный в СФТИ. БПН «Реут-2» предназначался для электропитания необслуживемых радионавигационных маяков, расположенных на арктическом побережье России.
Отдел также внес вклад в разработку двух типов аппаратуры электропитания плазменных двигателей для космических аппаратов:
— системы питания и управления электрореактивного ионного двигателя с осциллирующим разрядом (ИДОР). 
— системы питания и управления стационарным плазменным двигателем (СПД), успешно испытанных в составе космического аппарата "Плазма-А (Космос-1818) с ядерной термоэмиссонной установкой «ТОПАЗ», запущенного 2.02.1987 г. на радиационно-безопасную круговую орбиту высотой .
В дальнейшем это новое направление — разработка, испытания, изготовление и поставка заказчику бортовых устройств преобразования, регулирования и стабилизации параметров электроэнергии на базе транзисторных преобразователей напряжения для энергосистем космических аппаратов — стало доминирующим.
Была разработана бортовая аппаратура для систем электропитания (СЭП) спутников связи «Радуга» и «Горизонт». выводимых на геостационарные орбиты и предназначенных для обеспечения в сантиметровом диапазоне непрерывной круглосуточной телефонно-телеграфной радиосвязи и одновременной передачи программ Центрального Телевидения на сеть станций «Орбита». Через спутник «Горизонт» обеспечивалась трансляция передач из СССР с мест проведения спортивных состязаний XXII Олимпийских игр.
За создание новых образцов техники для космических аппаратов «Радуга», «Экран» и «Горизонт» один из сотрудников отдела был удостоен звания лауреата Государственной премии СССР, а значимость вклада отдела в создание новой техники была учтена Правительством СССР при награждении СФТИ орденом Трудового Красного Знамени.
В начале 1982 года началась разработка системы автоматического управления (САУ) космической ядерной термоэмиссионной энергетической (ЯЭУ) установки «Енисей». В предельно сжатые сроки (1982-.г.) была разработана и экспериментально проверена САУ. На протяжении 1984-.г. проводилось рабочее проектирование, изготовление и совместные испытания с реальной ЯЭУ, а также механические и температурно-климатические испытания партии опытных образцов САУ. При проектировании САУ особое внимание уделялось надежности и радиационной стойкости аппаратуры к воздействию ионизирующего излучения реактора. Были проведены совместные испытания одного из опытных образцов САУ с реальной ЯЭУ по программе, предусматривающей работу ЯЭУ во всех возможных режимах. При этом контрольно-проверочная аппаратура (КПА) САУ использовалась как составная часть испытательного стенда ЯЭУ. Суммарная наработка этого образца САУ в процессе ресурсных испытаний с ЯЭУ составила около 5000 часов. Испытания были прерваны в 1989 году из-за прекращения финансирования.
Для Научно-исследовательского института стабильных изотопов (НИИСИ) было разработано два ЯМР-спектрометра для измерения изотопного состава бора, причем в последний прибор были введены элементы вычислительной техники. Благодаря этому прибор вычислял и выдавал непосредственное значение изотопной концентрации, а также имел системы автоматического выбора режима измерения.
В 1981 году за успехи в развитии науки и техники СФТИ был награждён Орденом Трудового Красного Знамени.

## После распада СССР
С распадом СССР институт испытывал большие трудности для осуществления научных исследований. В 1992 году разразился вооружённый конфликт в Абхазии. Многие сотрудники покинули Сухуми. Некоторая часть бывших сотрудников организовала в Тбилиси дочерний институт с тем же названием.
В настоящее время на базе Сухумского физико-технического института, Гидрофизического института Академии наук Абхазии (ГИАНА), Государственного научно-производственного предприятия «Касатка», Государственного предприятия «Радиотехника-электроника-автоматика» (ЭРА) и некоторых других организаций создано государственное научно-производственное объединение «Сухумский физико-технический институт» (ГНПО «СФТИ»), которое расположено в городе Сухум, Абхазия.